# 745

## Nașteri
- 8 noiembrie: Mūsā al-Kāzim  (d. 799)

## Decese
- Thrasimund al II-lea (Transamund), duce de Spoleto (n. ?)